# Paranemastoma macedonicum
Paranemastoma macedonicum is een hooiwagen uit de familie aardhooiwagens (Nemastomatidae). De originele naamcombinatie (protoniem) was Nemastoma macedonicum Hadži, 1973. Een volgende naamrecombinatie werd gepubliceerd als Paranemastoma macedonicum (Hadži, 1973) in Schönhofer 2013.